# Ute (Iowa)
Ute é uma cidade localizada no estado americano de Iowa, no Condado de Monona.

## Demografia
Segundo o censo americano de 2000, a sua população era de 378 habitantes.
Em 2006, foi estimada uma população de 339, um decréscimo de 39 (-10.3%).

## Geografia
De acordo com o United States Census Bureau, Ute  tem uma área de
1,0 km², dos quais 1,0 km² cobertos por terra e 0,0 km² cobertos por água. Localiza-se a aproximadamente 379 m acima do nível do mar.

## Localidades na vizinhança
O diagrama seguinte representa as localidades num raio de 20 km ao redor de Ute.